# Pedro Pablo Ramírez
Pour les articles homonymes, voir Ramírez.
Pedro Pablo Ramírez (né à La Paz, Entre Ríos, 30 janvier 1884 - 11 juin 1962) est un militaire argentin, qui exerce de facto la présidence de la Nation entre le 7 juin 1943 et le 25 février 1944.

## Biographie
En 1911, Ramírez s'engage dans l'armée allemande et combat en son sein durant la Première Guerre mondiale. À son retour en Argentine, il complète sa carrière à l'École de Guerre.
Il fait partie du noyau le plus actif de ceux qui exécutent le coup d’État de septembre 1930 contre Hipólito Yrigoyen. Chef du service d'informations de l'état-major du général José Félix Uriburu, il participe de manière très active aux préparatifs du coup d’État. Uriburu l'envoie en Italie comme attaché militaire.
Le 17 novembre 1942, le président Ramón Castillo le nomme ministre de la Guerre en remplacement du général Tonazzi, un partisan du général Agustín Pedro Justo, que Castillo craint pour ses tendances factieuses. Ramírez appartient au Grupo de Oficiales Unidos ou GOU, un groupe fortement nationaliste et « philo-nazi », qui s'oppose à la candidature à la présidence de Robustiano Patrón Costas, partisan notoire des alliés.
Mais Castillo s'est lourdement trompé. En effet mettant à profit l'hostilité que le caractère autoritaire de Castillo suscite, Ramírez participe au coup d’État du 4 juin 1943. Après un interrègne de deux jours occupé par les déclarations immodestes d'Arturo Rawson qui s'est autoproclamé président, Ramírez prend le pouvoir et assume de facto la présidence de la Nation. Personne ne doute de sa profonde sympathie pour les nazis et les forces de l'Axe.

## Politique intérieure
Sa politique interne est dure. Peu de jours après sa prise de pouvoir, il cesse d'utiliser l'enseigne par intérim dans la description publique de son gouvernement, détrompant ainsi ceux qui avaient salué le coup d’État comme antichambre d'un retour à l'ordre démocratique interrompu depuis 13 ans. Il déclare publiquement que la tâche de son gouvernement est de rénover l'esprit national et la conscience de la patrie et de donner un contenu idéologique argentin au pays tout entier. Il commence à persécuter les mouvements ouvriers, les syndicats et les communistes, donnant l'ordre de détenir de nombreux dirigeants du parti communiste ce qui force nombre d'entre eux à l'exil.
Il procède à la dissolution du congrès et des gouvernements provinciaux et ordonne un régime d'austérité budgétaire qui satisfait rapidement l'oligarchie des entrepreneurs et des financiers.

## Politique idéologique
Sur le plan idéologique, Ramírez cherche à inverser le processus de laïcisation commencé déjà dans les années 1880. Il nomme ministre l'ultra-catholique philo-nazi Gustavo Martínez Zuviría, dissout la Fédération universitaire et les partis politiques, réimpose l'enseignement religieux dans les écoles et établit une censure de presse. Sous ses auspices, on crée aussi la police fédérale argentine.

## Politique économique et sociale
Le 10 août 1943, Ramirez ordonne la création de la première société mixte industrielle, en vertu de la loi qui établit la direction générale de fabrications militaires sous Castillo. Les industries chimiques nationales sont fondées pour l’exploitation des mines de soufre dans la province de Salta. Il crée également le fond de crédit industriel qui permet de financer à long terme le secteur industriel.

## Chute d’un dictateur
Le 26 janvier 1944, Ramírez doit rompre les relations diplomatiques avec l'Allemagne et le Japon, sous la pression des États-Unis. Le choc et le scandale dans les milieux nationalistes pro-nazis sont forts et Martínez Zuviría présente sa démission. D'autres membres du GOU accusent publiquement Ramírez de provoquer l'entrée de l'Argentine dans le conflit.
Le mécontentement contre Ramírez précipite les affrontements. Se croyant fort, Ramírez, au courant du fait qu'on voulait le destituer, décide d'exiger l'éloignement de Farrell du ministère de la Guerre. Farrell parait accepter l'ordre. Mais ses partisans neutralisent Ramírez. Il est destitué en février 1944. Il se retire de la vie publique et meurt en 1962. 